# در پومرزا
در پومرزا (به انگلیسی: Dar Pomorza) یک کشتی است که طول آن 80 metres (93 m full length) می‌باشد. این کشتی در سال ۱۹۰۹ ساخته شد.